# 迪基峰
78°19′S 84°26′W / 78.317°S 84.433°W
迪基峰（英語：Dickey Peak）是南極洲的山峰，位於埃爾斯沃思地，屬於埃爾斯沃思山脈中森蒂納爾嶺的一部分，根據美國地質調查局的測量和美國海軍的空中照片被繪入地圖。